# Văršec
Văršec (in bulgaro Вършец?) è un comune bulgaro situato nella Regione di Montana di 9 489 abitanti (dati 2009). La sede comunale è nella località omonima

## Località
Il comune è formato dall'insieme delle seguenti località:
- Văršec (sede comunale)
- Gorna Bela rečka
- Gorno Ozirovo
- Dolna Bela rečka
- Dolno Ozirovo
- Draganica
- Klisurski manastir
- Spančevci
- Stojanovo
- Čerkaski